# Правни факултет Универзитета у Крагујевцу
Правни факултет је високообразовна установа смештена у Крагујевцу и део је Универзитета у Крагујевцу.
Факултет је основан 1972. године.
У оквиру факултета издаје се часопис Гласник права.

## Катедре
1. Катедра за грађанско право
2. Катедра за јавно право
3. Катедра за управно, радно и социјално право
4. Катедра за теорију државе и права
5. Катедра за кривично право
6. Катедра за правно-економске науке
7. Катедра за привредно право
8. Катедра за еволуцију права

## Контроверзе
Факултет се нашао у центру "афере Индекс" када је Више јавно тужилаштво током 2007. и 2008. године поднело оптужницу против 86 особа, укључујући професоре, запослене и студенте на Правном факултету у Крагујевцу, због продавања испита и диплома. Суђење је почело 2009. године. Првостепена пресуда је донета 2019. године, а услед дужине судског поступка који је трајао 10 година, дошло је до застаревања многих кривичних дела.
Првостепеном пресудом 2019. је осуђено 16 особа, од чега је 12 професора, на укупно 61 годину затвора. Поступак је потом стигао до Апелационог суда.